# Frumoasa (Teleorman)
Pour les articles homonymes, voir Frumoasa.
Frumoasa est une commune du județ de Teleorman en Roumanie.